# Nizar Kabbani
Pour les articles homonymes, voir Kabbani.
Nizar Kabbani (en arabe نـزار قـبـّانـي, transtlittéré Nizār Qabbānī), né le 21 mars 1923 à Al-Chaghour à Damas, Syrie et mort le 30 avril 1998, à Londres, Grande-Bretagne, est un poète syrien, dont la poésie casse l’image traditionnelle de la femme arabe et invente un langage nouveau, proche de la langue parlée et riche de nombreuses images empruntées au monde de l’enfance.
Nizar est considéré comme l'un des plus grands poètes contemporains de langue arabe.

## Biographie
Dès l’âge de 16 ans, il commence à écrire des poèmes, largement consacrés à des thèmes amoureux.
En 1945, il obtient le diplôme de la faculté de droit de l’Université syrienne à Damas.
Il entre comme attaché au ministère syrien des affaires étrangères et, ayant opté pour la carrière diplomatique, occupe divers postes de chargé d'affaires et de conseiller culturel dans les ambassades syriennes au Caire, à Ankara, à Madrid, à Pékin et à Beyrouth jusqu’à sa démission en 1966.
Après la défaite arabe face à Israël en 1967, il crée à Londres la maison d'édition « Nizar Kabbani » et devient un puissant et éloquent porte-parole de la cause arabe.
Installé à Beyrouth au milieu des années soixante, il disait ressentir « une immense tristesse en voyant tout le mal qu'on fait » à cette ville. Dans une interview au quotidien libanais « L'Orient le Jour » en 1977, à l'occasion de la parution de « À Beyrouth la femme, avec mon amour », il indiquait: « Je vis à Beyrouth depuis dix ans. Elle est pour moi la mère, l'amie et l'aimée ».
Depuis ses débuts en littérature en 1944 avec son premier recueil de poèmes, intitulé : La brune m'a dit, Nizar Kabbani a publié plus de trente recueils de poèmes, dont L'enfance d'un sein (1948), Samba (1949), tu es à moi (1950), le journal d'une femme indifférente (1968), des poèmes sauvages (1970), le livre de l'amour (1970), 100 lettres d'amour (1970), des poèmes hors- la loi(1972), je t'aime, je t'aime et la suite viendra (1978), À Beyrouth, avec mon amour (1978), que chaque année tu sois ma bien-aimée (1978), Je jure qu'il n'y a de femmes que toi (1979) et plusieurs d'autres œuvres. Il va créer autour de lui une très grande controverse due au fait qu'il y relatait sans fausse pudeur son amour pour la femme.
Il fut surnommé le poète de la femme et de la Oumma à la suite du tournant que connaîtra sa poésie après les défaites arabes successives face aux Israéliens. Il sera pratiquement le seul poète à ne pas chanter les louanges des dirigeants arabes et à les tenir pour cause de ces défaites.
Un recueil bilingue de poèmes de Nizar Kabbani, Femmes, a été publié en 1988 aux Éditions Arfuyen dans une traduction de Mohammed Oudaimah et avec une postface de Vénus Khoury-Ghata.
Des textes de Nizar Kabbani ont également été traduits en espagnol par Pedro Monteret (Institut hispano-arabe, 1964) et en anglais par Abdallah al-Ouzari (in Contemporary Arab Poetry, Penguin, 1986) et par Selma Khadra Jayyousi (in Modern Arabic Poetry, Columbia University Press, 1987).
Le poète syrien Youssef Karkoutly a pu dire de Nizar Kabbani qu'il était « aussi nécessaire à nos vies que l'air ».
Nizar Kabbani a été marié deux fois. Il avait eu deux enfants avec Zahra Akbik (décédée en 2007), sa première épouse : Taoufik décédé jeune, et Hadba, décédée en 2009. Sa seconde épouse, Balkis al-Raoui, une enseignante irakienne qu'il avait rencontrée lors d'un récital de poésie à Bagdad, et avec qui il a eu deux enfants, Omar et Zaïnab, a trouvé la mort dans un attentat perpétré par des activistes pro-iraniens contre l'ambassade d'Irak en 1981 à Beyrouth, où elle travaillait pour la section culturelle du gouvernement irakien. Cette disparition a beaucoup affecté le poète, qui reprit espoir grâce à ses enfants.

## Fin de vie
Après la mort de Balkis, Kabbani quitte Beyrouth. Il habite entre Genève et Paris puis s'établit à Londres pour ses 15 dernières années. Là, il continue à écrire des poèmes qui soulèvent quelques controverses et notamment « Quand annonceront-ils la mort des Arabes ? » et « Les coureurs ». En 1997, Nizar Kabbani souffre de problèmes de santé. Et malgré une amélioration vers la fin de 1997, il meurt à Londres le 30 avril 1998 d'une crise cardiaque à l'âge de 75 ans. Il formula le vœu d'être inhumé à Damas, qu'il décrivait comme étant le ventre qui lui apprit la poésie, la créativité et le gratifia de l'alphabet du Jasmin. Il fut transporté à Damas quatre jours plus tard. En effet, le président syrien Hafez el-Assad envoie un avion spécial pour rapatrier sa dépouille. L'inhumation aura lieu, selon les vœux du poète, dans le caveau familial, dans le vieux Damas, à Al Bab As-saghir.
Il fut pleuré et regretté dans tous les pays arabes où l'on diffusa dans les médias ses œuvres littéraires.

## Son œuvre
La femme a été la source principale de l'inspiration poétique de Nizar Kabbani à cause du suicide de sa sœur. Il publie son premier recueil de poèmes, « La brune m'a dit »  قالت لي السمراء , en 1944. Suivra « L'odeur du jasmin de Damas ». Avec la publication, en 1952, de « La jeunesse d'un sein », qui rompait avec les traditions conservatrices de la littérature arabe, il acquiert une réputation d'audace, qui fera de lui, au fil des ans, l'un des poètes contemporains les plus importants de la littérature arabe.
Après la défaite arabe lors de la guerre israélo-arabe de 1967, son œuvre prend une coloration plus politique et engagée pour la cause arabe. Il publie alors « En marge du journal de la défaite ». Engagé politiquement, il écrit cette auto-critique de l'indétermination du monde arabe et de ses nombreuses erreurs. Quand on lui reprochait la dureté avec laquelle il critiquait les Arabes, il disait « Akhir al daa  al kay », le dernier remède, c'est le feu. L'un de ses derniers poèmes - « Les enfants de la pierre » - fait référence au soulèvement de l'Intifada dans les Territoires occupés.
Son écriture s'est souvent emparée des thèmes du désespoir politique, et il a ainsi traité l'oppression des femmes comme une métaphore dans laquelle il voyait le destin maudit des Arabes. Dans son poème « Dessin avec des mots », il écrit : « Quand un homme désire une femme, il souffle dans une corne ; mais, quand une femme désire un homme, elle mange le coton de son oreiller ».
Le romancier égyptien Gamal al-Ghitani, éditeur de l'hebdomadaire Les nouvelles de la Littérature, fit l'éloge de Nizar Kabbani en disant qu'il avait été « dans une certaine mesure, un grand poète arabe, qui fit un grand effort pour rendre sa poésie compréhensible par tout le peuple et pas seulement par une élite ».